# David François Etienne Pierre Laurent Niépce
Pour les articles homonymes, voir Niépce (homonymie).
David François Étienne Pierre Laurent Niépce, né le 12 septembre 1781 à Chalon-sur-Saône (Saône-et-Loire), mort le 28 janvier 1869 à Sennecey-le-Grand (Saône-et-Loire), est un militaire français de la Révolution et de l’Empire. Il est le cousin de Nicéphore Niepce.

## État des services
Il entre en service le 21 mars 1799, comme soldat à la 19e demi-brigade d’infanterie de ligne, et il fait la campagne de cette année et les suivantes à l’armée d’Italie. Il est nommé sous-lieutenant à la 4e demi-brigade d’infanterie légère le 2 juin 1800, et il est blessé d’un coup de feu à l’épaule gauche ainsi que d’un coup de crosse sur la tête, à l’affaire du 6 août 1800, alors qu’il entre le premier dans le redoute prise par nos troupes.
Quelque temps après il est envoyé avec 50 chasseurs à la poursuite des Bardets qui se sont réfugiés dans la montagne, il enlève une redoute défendue par 200 hommes et prend 2 pièces de canon. À la même affaire, il sauve la vie de son capitaine en tuant de sa main 2 Bardets et un grenadier autrichien qui allaient l’égorger. Prisonnier après avoir eu son sabre brisé, il reste aux mains de l’ennemi huit heures. Délivré par nos troupes, et malgré ses blessures, il retourne au combat et tue 2 autrichiens qui ne voulaient pas se rendre.
Le 23 juillet 1801, il passe avec son grade dans la 18e demi-brigade d’infanterie légère, et il fait les campagnes de l’an XI à l’an XIII en Hollande. Il est fait chevalier de la Légion d’honneur le 18 décembre 1803, et il est nommé lieutenant le 29 juin 1804, puis aide de camp du général Soyez le 10 août 1804. En 1805, il fait la campagne en Autriche au sein de la Grande Armée, puis il devient aide de camp du général Hédouville et il reçoit son brevet de capitaine le 17 décembre 1805.
En 1806 et 1807, il participe aux campagnes de Prusse et de Pologne, et le 17 juin 1806, il et nommé capitaine adjoint à l’état-major général de la Grande Armée. Au mois d’août 1807, il passe au service de la Westphalie, où il devient fourrier du palais le 17 décembre suivant. Il est fait chevalier de l'Ordre militaire de Maximilien-Joseph de Bavière le 17 décembre 1807. Passé officier d’ordonnance du roi le 21 juin 1808, il est nommé lieutenant des Gardes du corps avec rang de chef d’escadron le 18 novembre suivant.
Il est fait chevalier de l'Ordre de la Couronne de Westphalie le 5 février 1810, et il est promu major le 1er septembre de la même année, puis colonel le 4 janvier 1812. En 1812, il prend part à la campagne de Russie, et le 28 février 1813, le roi Jérôme lui confie le commandement du 2e régiment de hussards Westphaliens, avec lequel il fait la campagne de Saxe en 1813. Le 1er août 1813, il est appelé au commandement des Gardes du corps, puis il quitte la Westphalie pour rentrer en France après l’abdication de l’Empereur, où il est réadmis au service comme colonel le 15 juillet 1814.
Le 16 novembre 1814, il est placé à la suite du 2e régiment de dragons de la reine, et il est fait chevalier de Saint-Louis le 17 mars 1815. Il est mis en non activité le 25 décembre 1815.
Il est fait officier de la Légion d’honneur le 30 octobre 1824, et le 14 décembre 1825, le roi Charles X le nomme lieutenant de roi à l’île de Ré. Le 7 juillet 1831, il prend le commandement de la place de Lyon, et sa conduite lors des événements du mois de novembre lui vaut la croix de commandeur de la Légion d’honneur le 5 décembre 1831. Nommé le 25 décembre 1832, pour aller occuper le même emploi à Lorient, il ne peut se rendre à son poste à cause de sa santé. Il est admis à la retraite le 7 janvier 1834.
Il est maire et conseiller général du canton de Sennecey-le-Grand de 1852 à 1869.
Il meurt le 28 janvier 1869, à Sennecey-le-Grand, en son hôtel particulier (situé au no 6 de l'actuelle rue du 4 Septembre, ancienne Grande Rue).

## Hommages
- Par délibération du 9 décembre 1988, le conseil général de Saône-et-Loire a donné son nom au collège de Sennecey-le-Grand.

## Sources
- A. Lievyns, Jean Maurice Verdot, Pierre Bégat, Fastes de la Légion-d'honneur, biographie de tous les décorés accompagnée de l'histoire législative et réglementaire de l'ordre, Tome 4, Bureau de l’administration, 1844, 640 p. (lire en ligne), p. 205.
- David Niepce  sur roglo.eu
- Léonce Lex, Le conseil général et les conseillers généraux de Saône - et - Loire: 1789-1889, Belhomme, 1888, p. 234.
- Henri Nadault de Buffon, Le colonel Niépce, Alphonse Leroy, Rennes, 1869.
- Henri Gilardon, « David Niepce, colonel d'Empire », Images de Saône-et-Loire, no 137,‎ mars 2004, p. 16-18.